# حويا (نبيل)
حويا، هو نبيل مصري عاش حوالي عام 1350 قبل الميلاد. شغل مناصب "المشرف على الحريم الملكي" و"المشرف على الخزانة" و"المشرف على البيت"، وهي ألقاب مرتبطة بالملكة تيي، والدة أخناتون.
تم بناء مقبرة له في المقبرة الشمالية في تل العمارنة، لكن لم يتم التعرف على رفاته أبداً. احتوت مقبرته على كمية كبيرة من المواد المتعلقة بالعائلة المالكة وعبادة آتون، بما في ذلك "ترنيمة لآتون".

## روابط خارجية
- مقبرة حويا الشمالية رقم 1